# NTV7
NTV7は、マレーシアのテレビ放送局である。
1998年に開局し、現在に至るまで多くの番組を放送しており、視聴者数は最大である。
言語は英語とマレーシア語の両方。現在のスローガンは、「それを感じる。」